# Ødum-Hadbjerg Pastorat
Ødum-Hadbjerg Pastorat bestod af Ødum Sogn (Ødum Kirke) og Hadbjerg Sogn (Hadbjerg Kirke).
Indgik 1. september 2013 i Hadsten-Nørre Galten-Vissing-Ødum-Hadbjerg-Lyngå-Skjød-Lerbjerg Pastorat